# كونيغوند من لوكسمبورغ
كونيغوند اللوكسمبورغية (بالألمانية: Kunigunde؛ حوالي.975 - 3 مارس 1033)؛ أصبحت الإمبراطورة الرومانية المقدسة بعد زواجها من الإمبراطور هاينريش الثاني، ولاحقاً أصبحت الوصية مؤقتاً بعد وفاة زوجها في 1024، اليوم تعتبر هي قديسة وشفيعة لوكسمبورغ، يُحتفل بعيدها في 3 مارس.

## السيرة الذاتية
يعتقد أن كونيغوند هي ابنة سيغفريد اللوكسمبورغي كونت آردن، في حين يضعها أخرون كأنها ابنة جليبرت دوق لورين وغيربيرغا الساكسونية، ولكن هذا غير صحيح لأن زوجها كان معارض بشدة لزواج أقارب، وأخرون يضعونها كأنها ابنة بيرتهولد شفاينفورت، تزوجت كونيغوند في 999م من الدوق هاينريش البافاري، يقال أنها أرادت أن تكون راهبة وتعهدت بالعذرية، مما أدى إلى أن يعتبر الزواج عبارة عن زواج أفلاطوني بحتاً.
ينتسب زوجها إلى الفرع البافاري من أسرة الأوتونية الإمبراطورية، بحيث أصبح العديد من أفرادها حكام ألمانيا وإيطاليا وأخيراً الأباطرة، وبعد وفاة أخر فرد من الفرع الأكبر في 1002 انتخب زوجها كـ ملك ألمانيا، وتوج بـ ماينتس في 9 يوليو 1002، في حين توجت هي في 10 أغسطس بـ بادربورن اعتبر أول تتويج لعقيلة ملك ألمانيا، وبعد عامين في 15 مايو 1004 توج زوجها بـ بابية كـ ملك إيطاليا، ولكن لا يوجد دليل على تتويجها هُناك، وأخيراً في 14 فبراير 1014 استقبل زوجها التاج الإمبراطوري من البابا بندكت الثامن في روما بكنيسة القديس بطرس، خلال فترة العهد عانت من مرض خطير وتعهدت بأنها إذا استعادت صحتها سوف تقيم ديرًا بندكتي في كاسل، وبعد شفائها أوفت بيمينها وبدأت العمل في البناء، ومع ذلك توفي زوجها عام 1024 قبل أن ينتهي، اضطر كونيغوند لتولي منصب الوصي الإمبراطوري، فعلت هذا بمساعدة من شقيقها واستمر كذلك حتى سلمت لاحقًا شارة الإمبراطورية إلى كونراد الثاني عندما تم انتخابه خلفًا لزوجها الراحل في 8 سبتمبر 1024.
تقاعدت كونيغوند في دير كاوفونغن بعد عام من ذلك، بحيث ترك شعارات الإمبراطورية ورائها وارتدت ملابس الراهبات، مكثت في الدير تقوم بأعمال الخيرية وترعى المرضى وكرست وقتها للصلاة، حتى توفيت في 3 مارس 1033، ودفنت في كاتدرائية بامبرغ وربما دفنت في مكان آخر أولاً ثم أعيد دفنها في الكاتدرائية عام 1201 بعد تقديسها.

## التبجيل

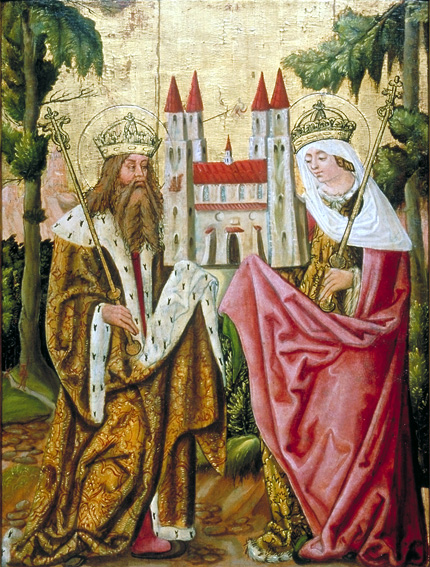
الإمبراطور الروماني المقدس هاينريش الثاني. وزوجته كونيغود، النمسا

أعلن البابا إنوسنت الثالث قداسة كونيغوند بـ 29 مارس 1200 بعد 53 عامًا من تقديس زوجها هاينريش الثاني في يوليو 1147، ولإعداد مراحل التقديس تم تجميع العديد من المواقف في سيرتها الذاتية، بحيث روى المرسوم البابوي لتقديسها عدة مواقف من المعجزات التي قامت بها الإمبراطورة، ومن أشهر القصص: حاول البعض تشهير بها حول ارتكابه للزنا، ولإثبات البراءة قامت الإمبراطورة بالمشي حافية القدمين على صفيحة حديدية مشتعلة بالنيران واستطعت إكمال التحدي دون إصابات تذكر مما أدى إلى إعجاب الإمبراطور بها.
اليوم تعتبر كونيغوند شفيعة لوكسمبورغ بجوار القديس فليبرورد، وكذلك هي راعية أبرشية بامبرغ في ألمانيا، وكذلك يتم تبجيلها كذلك في الكنيسة الأرثوذكسية الشرقية.